# Niederaichbach
Niederaichbach là một đô thị thuộc huyện Landshut trong bang Bayern nước Đức. Đô thị Niederaichbach có diện tích 34,06 km², dân số thời điểm ngày 31 tháng 12 năm 2006 là 3648 người.